# 蓳菜蚜
蓳菜蚜（学名：Neotoxoptera violae）为常蚜科新聲蚜屬下的一个种。寄生于堇菜科植物。
其种加词violae意为“堇菜的”，来自堇菜属的拉丁名viola。